# ناتشو (من الأفضل الاتصال بسول)
«ناتشو» (بالإنجليزية: Nacho)‏ هي الحلقة الثالثة للموسم الأول من مسلسل إيه إم سي التلفزيوني الدرامي من الأفضل الاتصال بسول، المسلسل يُعتبر بادئة من مسلسل اختلال ضال. تم بث الحلقة في 16 فبراير 2015 على قناة إيه إم سي بالولايات المتحدة. خارج الولايات المتحدة، تم عرض الحلقة لأول مرة على خدمة البث نتفليكس في عدة بلدان.

## الإنتاج
كتب الحلقة المنتج التنفيذي المشارك توماس شنوز، الذي كان أيضًا كاتبًا ومنتجًا في اختلال ضال. كان من إخراج تيري ماكدونو، الذي أخرج حلقات لاختلال ضال، بما في ذلك الحلقة التي قدمت سول غودمان.

## الاستقبال
عند بثها، تلقت الحلقة 3.23 مليون مشاهد أمريكي، ونسبة 18-49 من 1.6.

## وصلات خارجية
- «ناتشو» على إيه إم سي (بالإنجليزية)
- «ناتشو» على قاعدة بيانات الأفلام على الإنترنت (بالإنجليزية)